# Сухоруков, Александр Иванович
Алекса́ндр Ива́нович Сухору́ков (1906—1981) — советский государственный деятель, председатель Челябинского Исполнительного комитета в 1937—1938 годах.

## Биография
Родился 5 ноября 1906 года в Бежице (ныне — район Брянска). После окончания школы 1-й ступени в 1921 году поступил в профшколу, в это же время работал слесарем на заводе «Красный Профинтерн». В 1925 году вступил в ВКП(б) и был направлен на комсомольскую работу. С октября 1928 года по октябрь 1929 года служил в частях ВВС КБФ.
Поступил в ЛГИ; во время учёбы несколько раз был командирован на Челябинский ферросплавный завод, участвовал в монтаже оборудования и в запуске предприятия (1931—1932). По окончании Уральского индустриального института (1933) работал на Челябинском ферросплавном заводе: мастер по феррохрому (1935—1937), обер-мастер по ферровольфраму и феррохрому, в то же время был начальником цеха № 1.
В декабре 1937 года избран председателем Челябгорисполкома. В июне 1938 года ушёл с должности и стал директором ферросплавного завода.
В июне 1941 года был отозван в Москву. В начале войны — заместитель начальника Главспецстали, с 1944 — начальник организованного в Наркомчермете Главного управления по производству ферросплавов.
В 1948—1961 годы — директор Орско-Халиловского металлургического комбината. С мая 1961 года — заместитель директора Никопольского Южнотрубного завода; в 1962—1968 — директор Никопольского завода ферросплавов, руководил его строительством и запуском.
Выйдя на пенсию в декабре 1968 года, преподавал в Никопольском металлургическом техникуме спецкурс по производству стали и ферросплавов в электропечах.
Делегат XIX (1952) и XX (1956) съездов КПСС.

## Награды и премии
- два ордена Трудового Красного Знамени (1934, 1954)[2][1][3]
- два ордена «Знак Почёта» (1939, 1957)[2][1][3]
- Сталинская премия III степени (14 марта 1941) — за изобретение способа производства малоуглеродистого феррохрома
- Сталинская премия II степени (1942) — за разработку и внедрение в производство технологического процесса выплавки углеродистого феррохрома в доменных печах
- два ордена Ленина (1945, 1958)[1][3]
- медали